# Antipapa
Um antipapa é uma pessoa que reclama o título de Papa, em oposição a um Papa legitimamente eleito, ou durante algum período em que o título estava vago.
Antipapa não é necessariamente sinal de doutrina contrária à fé ensinada pela Igreja. No passado, antipapas eram geralmente apoiados por uma facção significativa de cardeais e reinos.

## História
Hipólito de Roma († 235) é geralmente considerado o primeiro antipapa, como ele protestou contra o Papa Calisto I e dirigiu um grupo distinto dentro da Igreja em Roma. Hipólito foi posteriormente reconciliado com o segundo sucessor de Calisto, o Papa Ponciano, quando ambos foram condenados para a ilha de Sardenha. Porém se realmente Hipólito declarou-se bispo de Roma permanece incerto, especialmente pelo fato de que esta afirmação não tem sido citada nos escritos atribuídos a ele. Hipólito foi posteriormente canonizado pela Igreja.
Eusébio de Cesareia cita um escritor anónimo que relata que Natálio no início do século III aceitou ser papa de um grupo de hereges em Roma, mas logo se arrependeu e implorou ao Papa Zeferino (199-217) para perdoá-lo e recebê-lo novamente em comunhão. Embora esta circunstância também seja incerta.
Novaciano († 258), no século III, certamente, alegou ser Papa, em oposição ao Papa Cornélio, e se Natálio e Hipólito foram excluídos por causa das incertezas em relação às suas reivindicações, Novaciano poderia ser considerado de fato o primeiro antipapa.
O período de mais numerosos antipapas foi durante as lutas entre os papas e os imperadores do Sacro Império Romano dos séculos XI e XII. Conforme afirma o historiador Leandro Rust, "nenhum outro período histórico é capaz de rivalizar com a Idade Média quando se trata de antipapas. Para pouco mais de cinco séculos (entre 999 e 1513) mais de 20 deles são identificados. A maior parte concentrada nos períodos de 1060-1180 e 1320-1440". Os imperadores frequentemente impuseram seus candidatos próprios para promover suas próprias causas.
O Grande Cisma do Ocidente - que começou em 1378, quando os cardeais franceses, afirmando que a eleição do Papa Urbano VI seria inválida, elegeram Clemente VII como papa - levaram a criação de dois antipapas, um em Avinhão (Clemente VII fixou residência em Avinhão, França), e Pisa. O último antipapa mencionado foi eleito na cidade de Pisa, Itália, como Alexandre V. Posteriormente, o Papa Martinho V foi eleito e aceito por toda a Igreja. A partir do Reforma Católica no século XVI cessou a existência de antipapas com relevância ou notoriedade.

## Lista de antipapas
| Nº | Antipapa             | Nome original                | Datas                                      | Notas                                                        | Em oposição a:                         |
| -- | -------------------- | ---------------------------- | ------------------------------------------ | ------------------------------------------------------------ | -------------------------------------- |
| 1  | Natálio              |                              | em torno de 200                            | posteriormente reconciliado com o Papa Zeferino              | Papa Zeferino                          |
| 2  | Hipólito             |                              | 217–235                                    | posteriormente reconciliado com o Papa Ponciano              | Papa Calixto I                         |
| 2  | Hipólito             | Papa Urbano I                | 217–235                                    | posteriormente reconciliado com o Papa Ponciano              |                                        |
| 2  | Hipólito             | Papa Ponciano                | 217–235                                    | posteriormente reconciliado com o Papa Ponciano              |                                        |
| 3  | Novaciano            |                              | 251–258                                    | fundador do Novacionismo                                     | Papa Cornélio                          |
| 3  | Novaciano            | Papa Lúcio I                 | 251–258                                    | fundador do Novacionismo                                     |                                        |
| 3  | Novaciano            | Papa Estêvão I               | 251–258                                    | fundador do Novacionismo                                     |                                        |
| 3  | Novaciano            | Papa Sixto II                | 251–258                                    | fundador do Novacionismo                                     |                                        |
| 4  | Félix II             |                              | 355–365                                    | apoiado pelo imperador romano Constâncio II                  | Papa Libério                           |
| 5  | Ursino               | Ursinus                      | 366–367                                    |                                                              | Papa Dâmaso I                          |
| 6  | Eulálio              |                              | 418–419                                    |                                                              | Papa Bonifácio I                       |
| 7  | Lourenço             |                              | 498–499 501–506                            | apoiado pelo imperador bizantino Anastácio I Dicoro          | Papa Símaco                            |
| 8  | Dióscoro             |                              | 530                                        |                                                              | Papa Bonifácio II                      |
| 9  | Teodoro II           |                              | 687                                        |                                                              | Papa Sérgio I                          |
| 10 | Pascoal I            |                              | 687                                        |                                                              | Papa Sérgio I                          |
| 11 | Constantino II       |                              | 767–768                                    |                                                              | Papa Estêvão III                       |
| 12 | Filipe               |                              | 768                                        | instalado pelo enviado do rei lombardo Desidério             | Papa Estêvão III                       |
| 13 | João VIII            |                              | 844                                        | eleito por aclamação                                         | Papa Sérgio II                         |
| 14 | Anastásio III        |                              | 855                                        |                                                              | Papa Bento III                         |
| 15 | Cristóvão            |                              | 903–904                                    |                                                              | entre o Papa Leão V e Papa Sérgio III  |
| 16 | Bonifácio VII        |                              | 974                                        |                                                              | entre o Papa Bento VI e Papa Bento VII |
| 16 | Bonifácio VII        | 984–985                      | entre Papa João XIV e Papa João XV         |                                                              |                                        |
| 17 | João XVI             | João Filagatto               | 997–998                                    | apoiado por imperador bizantino Basílio II Bulgaróctono      | Papa Gregório V                        |
| 18 | Gregório VI          |                              | 1012                                       |                                                              | Papa Bento VIII                        |
| 19 | Bento X              | João Mincius                 | 1058–1059                                  | apoiado pelos Condes de Túsculo                              | Papa Nicolau II                        |
| 20 | Honório II           | Pietro Cadalus               | 1061–1064                                  | apoiado por Agnes, regente do Sacro Império Romano-Germânico | Papa Alexandre II                      |
| 21 | Clemente III         | Guibert de Ravenna           | 1080, 1084–1100                            | apoiado por Henrique IV, Sacro Imperador Romano-Germânico    | Papa Gregório VII                      |
| 21 | Clemente III         | Guibert de Ravenna           | 1080, 1084–1100                            | apoiado por Henrique IV, Sacro Imperador Romano-Germânico    | Papa Vítor III                         |
| 21 | Clemente III         | Guibert de Ravenna           | 1080, 1084–1100                            | apoiado por Henrique IV, Sacro Imperador Romano-Germânico    | Papa Urbano II                         |
| 21 | Clemente III         | Guibert de Ravenna           | 1080, 1084–1100                            | apoiado por Henrique IV, Sacro Imperador Romano-Germânico    | Papa Pascoal II                        |
| 22 | Teodorico            |                              | 1100–1101                                  | sucessor de Clemente III                                     | Papa Pascoal II                        |
| 23 | Adalberto ou Alberto |                              | 1101                                       | successor do Teodorico                                       | Papa Pascoal II                        |
| 24 | Silvestre IV         | Maginulf                     | 1105–1111                                  | apoiado por Henrique V, Sacro Imperador Romano-Germânico     | Papa Pascoal II                        |
| 25 | Gregório VIII        | Maurice Burdanus             | 1118–1121                                  | apoiado por Henrique V, Sacro Imperador Romano-Germânico     | Papa Gelásio II                        |
| 25 | Gregório VIII        | Maurice Burdanus             | 1118–1121                                  | apoiado por Henrique V, Sacro Imperador Romano-Germânico     | Papa Calixto II                        |
| 26 | Celestino II         | Thebaldus Buccapecus         | 1124                                       |                                                              | Papa Honório II                        |
| 27 | Anacleto II          | Pietro Pierleoni             | 1130–1138                                  |                                                              | Papa Inocêncio II                      |
| 28 | Vítor IV             | Gregorio Conti               | 1138                                       | sucessor de Anacleto II                                      | Papa Inocêncio II                      |
| 29 | Vítor IV             | Ottavio di Montecelio        | 1159–1164                                  | apoiado por Frederico I, Sacro Imperador Romano-Germânico    | Papa Alexandre III                     |
| 30 | Paschal III          | Guido di Crema               | 1164–1168                                  | apoiado por Frederico I, Sacro Imperador Romano-Germânico    | Papa Alexandre III                     |
| 31 | Calixto III          | Giovanni de Struma           | 1168–1178                                  | apoiado por Frederico I, Sacro Imperador Romano-Germânico    | Papa Alexandre III                     |
| 32 | Inocêncio III        | Lanzo de Sezza               | 1179–1180                                  |                                                              | Papa Alexandre III                     |
| 33 | Nicolau V            | Pietro Rainalducci           | 1328–1330                                  | apoiado por Luís IV, Sacro Imperador Romano-Germânico        | Papa João XXII                         |
| 34 | Clemente VII         | Robert de Genebra            | 1378–1394                                  | Avinhão                                                      | Papa Urbano VI                         |
| 34 | Clemente VII         | Robert de Genebra            | 1378–1394                                  | Avinhão                                                      | Papa Bonifácio IX                      |
| 35 | Bento XIII           | Pedro de Luna                | 1394–1423                                  | Avinhão                                                      |                                        |
| 35 | Bento XIII           | Pedro de Luna                | 1394–1423                                  | Avinhão                                                      | Papa Inocêncio VII                     |
| 35 | Bento XIII           | Pedro de Luna                | 1394–1423                                  | Avinhão                                                      | Papa Gregório XII                      |
| 35 | Bento XIII           | Pedro de Luna                | 1394–1423                                  | Avinhão                                                      | Papa Martinho V                        |
| 36 | Alexandre V          | Pietro Philarghi             | 1409–1410                                  | Pisa                                                         | Papa Gregório XII                      |
| 37 | João XXIII           | Baldassare Cossa             | 1410–1415                                  | Pisa                                                         | Papa Gregório XII                      |
| 38 | Clemente VIII        | Gil Sánchez Muñoz            | 1423–1429                                  |                                                              | Papa Martinho V                        |
| 39 | Bento XIV            | Bernard Garnier              | 1424–1429                                  |                                                              | Papa Martinho V                        |
| 40 | Bento XIV            | Jean Carrier                 | 1430–1437                                  |                                                              | Papa Martinho V                        |
| 40 | Bento XIV            | Jean Carrier                 | 1430–1437                                  | Papa Eugênio IV                                              |                                        |
| 41 | Felix V              | Amadeu VIII, Duque de Saboia | 5 de Novembro de 1439 – 7 de Abril de 1449 |                                                              |                                        |
| 41 | Felix V              | Amadeu VIII, Duque de Saboia | 5 de Novembro de 1439 – 7 de Abril de 1449 | Papa Nicolau V                                               |                                        |

### Atualmente
Os antipapas ainda existem hoje, mas todos são reclamantes sem expressividade e sem o apoio de nenhum cardeal. Exemplos incluem antipapas palmarianos, renovados e um número desconhecido de muitos outros reclamantes conclavistas e sedevacantistas.
| Nº | Antipapa       | Nome original                  | Datas            | Notas | Em oposição a:     |
| -- | -------------- | ------------------------------ | ---------------- | --- | ------------------ |
| 01 | Lino II        | Victor von Pentz               | 1994             | Ex-seminarista da Fraternidade São Pio X, como Papa Lino II. Lino fixou residência em Hertfordshire, Inglaterra. Algumas fontes afirmam que ele pode ter renunciado ao cargo por volta de 2007. | Papa João Paulo II |
| 01 | Lino II        | Victor von Pentz               | 1994             | Ex-seminarista da Fraternidade São Pio X, como Papa Lino II. Lino fixou residência em Hertfordshire, Inglaterra. Algumas fontes afirmam que ele pode ter renunciado ao cargo por volta de 2007. | Papa Bento XVI     |
| 02 | Pio XIII       | Lucian Pulvermacher            | 1998             | Morreu em 30 de novembro de 2009. Nenhum sucessor foi nomeado desde sua morte. | Papa João Paulo II |
| 02 | Pio XIII       | Lucian Pulvermacher            | 1998             | Morreu em 30 de novembro de 2009. Nenhum sucessor foi nomeado desde sua morte. | Papa Bento XVI     |
| 03 | Alexandre IX   | Alejandro Tomas Cardeal Greico | em torno de 2008 | | Papa Bento XVI     |
| 03 | Alexandre IX   | Alejandro Tomas Cardeal Greico | em torno de 2008 | Papa Francisco |                    |
| 04 | Gregório XVIII | Michel Lavallée                | 2011/12          | | Papa Francisco     |
| 04 | Gregório XVIII | Michel Lavallée                | 2011/12          | Papa Leão XIV |                    |
| 05 | Pedro III      | Joseph Odermatt                | 2016             | | Papa Francisco     |
| 05 | Pedro III      | Joseph Odermatt                | 2016             | Papa Leão XIV |                    |
| 06 | Miguel II      | Rogelio del Rosario Martínez   | 2023             | | Papa Francisco     |
| 06 | Miguel II      | Rogelio del Rosario Martínez   | 2023             | Papa Leão XIV |                    |